# Ooster Oude Hoofdpoort

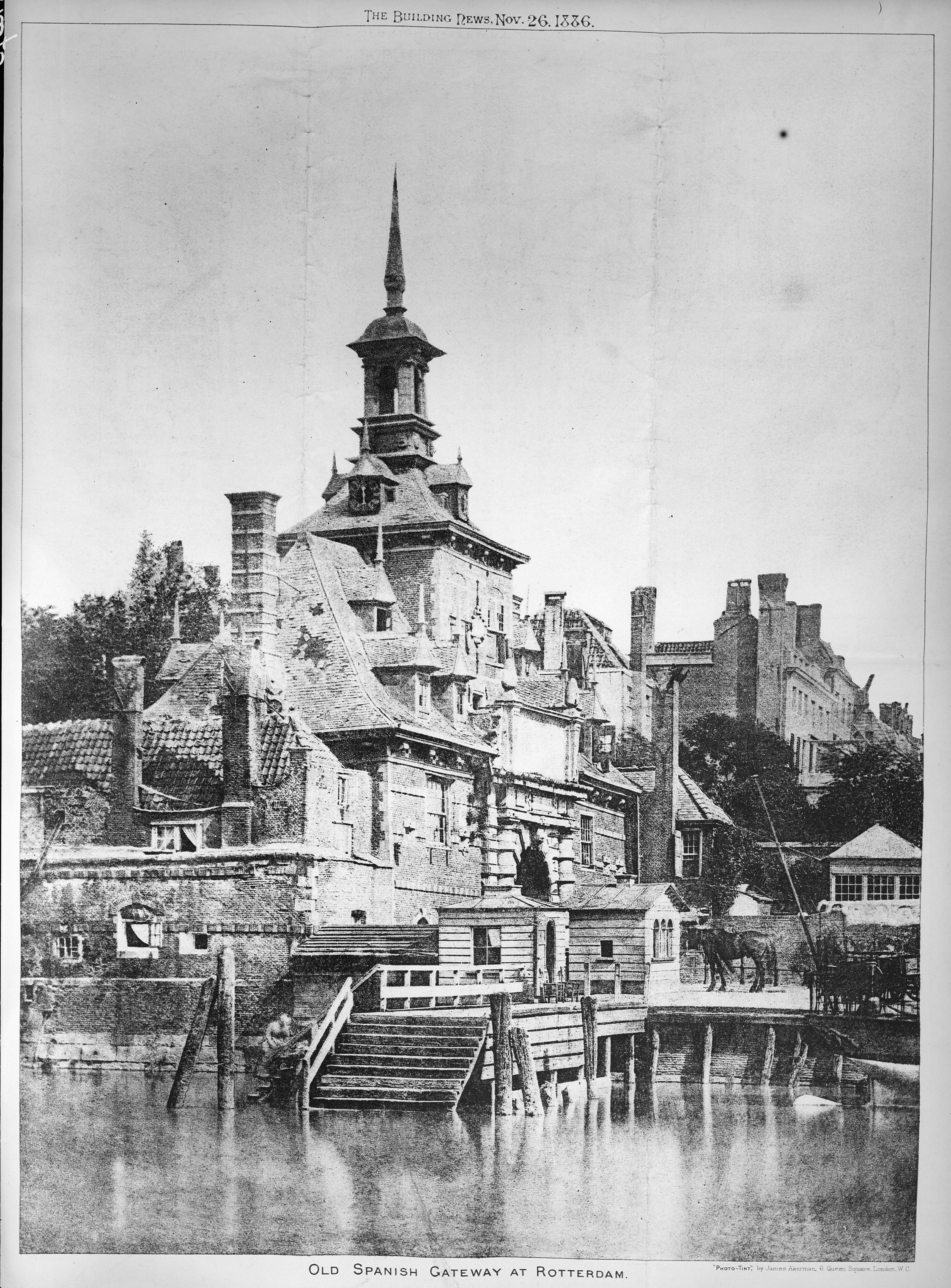
Ooster Oude Hoofdpoort

De Ooster Oude Hoofdpoort in Rotterdam was een stadspoort die in 1597 en 1598 werd gebouwd. De poort markeerde de oostkant van de Oude Haven. De Ooster Oude Hoofdpoort was een renaissancegebouw, uitgevoerd in blauw arduin. De poort verving de Oude Hoofdpoort of Sint Laurenspoort die in 1578 was gesloopt. De Wester Nieuwe Hoofdpoort aan de westkant van de Leuve Haven verscheen pas in 1667.
De Ooster Oude Hoofdpoort is in 1856 afgebroken in verband met de komst van station Rotterdam Maas. Vanwege protesten van de bewoners van het Haringvliet kwam het station oostelijker te liggen en was de afbraak achteraf gezien onnodig. Dit is temeer jammer omdat het gebied waar de Ooster Oude Hoofdpoort stond niet getroffen is door het bombardement op Rotterdam.